# اکارتسویلر
اکارتسویلر (به فرانسوی: Eckartswiller) یک کمون در فرانسه با جمعیت ۴۸۸ نفر است که در Canton of Saverne واقع شده‌است.